# Egrégora

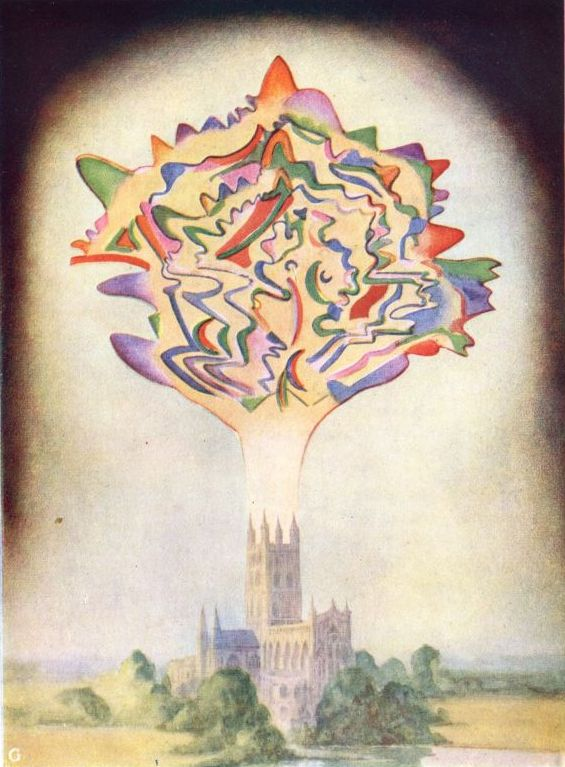
Forma-pensamento da música de Charles Gounod, de acordo com Annie Besant e C.W. Leadbeater em Thought Forms (1901)

Egrégora ou egrégoro (francês: égrégore, do grego antigo ἐγρήγορος, egrēgoros, vigia) é um conceito esotérico que representa uma entidade não física que surge dos pensamentos coletivos de um grupo distinto de pessoas.
Nas tradições ocultistas e mágicas, normalmente é visto como tendo uma existência independente, mas em outros tipos de esoterismo, é apenas a mente coletiva de uma comunidade religiosa, seja ela esotérica ou exotérico. Nesse último sentido, como mente coletiva, o termo entidade coletiva, preferido por René Guénon, é sinônimo de egrégora. Veja o resumo de uso abaixo.
No Livro de Enoque, o termo se referia a seres angélicos conhecidos como vigias, e também era usado por tradições associadas (enocianas) para se referir a rituais e práticas específicas associadas a essas entidades. Outras obras literárias e religiosas, como O Manuscrito Encontrado em Saragoça, também fizeram referências a esses seres angélicos.

## Visão geral dos tipos de uso

### Uso religioso e literário, como um ser angélico independente
Egrégoras eram entidades bastante independentes no Livro de Enoque, e até então não havia noção de que surgissem de uma coletividade. Na literatura, especialmente na literatura mais antiga, "egrégoras" frequentemente se referiam diretamente a essas entidades enoquianas. Esse foi o caso no romance de Jan Potocki O Manuscrito Encontrado em Saragoça, que se referia a egrégoras como "os mais ilustres dos anjos caídos." O autor francês Victor Hugo, em La Légende des siècles (1859) ("A Lenda dos Séculos"), também usa a palavra égrégore, primeiro como um adjetivo e depois como um substantivo, deixando o significado obscuro.[carece de fontes?] Mais sobre esses seres pode ser lido no artigo Vigias.

### Uso esotérico, como uma mente coletiva
No esoterismo, o termo "egregore" tem sido usado para denotar uma "mente coletiva" ou "consciência coletiva" de uma comunidade religiosa. Como disse René Guénon, "o coletivo, tanto em seus aspectos psíquicos quanto corporais, não passa de uma simples extensão do indivíduo, e, portanto, não tem absolutamente nada transcendente em relação a ele, ao contrário das influências espirituais, que são de uma ordem completamente diferente". Esse uso foi seguido pela revista Gnosis e por Olavo de Carvalho, e, de acordo com Guénon, teve início com Éliphas Lévi. Veja a seção sobre a história desse uso.

### Uso ocultista e mágico, como um ser mágico independente que surge de uma mente coletiva
Alguns autores parecem ter mesclado o conceito esotérico com o conceito enoquiano para chegar à ideia de "entidades espirituais" que "se alimentam dos pensamentos e energias de uma multidão unificada", como descrito pelo site Occultist.net, embora ainda tenham uma vida própria - suas características e poderes mais específicos dependerão do autor em questão. Kate Strong, escrevendo para o boletim "Know Thyself, Heal Thyself", descreveu egrégoras como "símbolos, ideias ou ideais que existem no psiquismo coletivo de um grupo de pessoas e se pensa que têm uma existência autônoma". Esse uso parece ter surgido principalmente nas Meditações sobre o Tarô, como veremos na próxima seção. O conceito de tulpa é semelhante, como observaram Gary Lachman e Mark Stavish.

## História do uso ocultista e mágico, como um ser mágico independente que surge de uma mente coletiva

### Meditações sobre o Tarô
As Meditações sobre o Tarô descreveram o Anticristo como "uma egrégora, um ser artificial que deve sua existência a uma geração coletiva de baixo para cima". Em outro lugar, o livro descreveu egrégoras como "demônios gerados pela vontade coletiva e pela imaginação das nações". O livro cita, mas não concorda completamente, com o uso de Robert Ambelain em sua obra La Kabbale pratique. Ambelain definiu a egrégora como "uma força gerada por uma corrente espiritual poderosa e alimentada em intervalos regulares, de acordo com um ritmo em harmonia com a vida universal do cosmos ou a uma união de entidades unidas por uma natureza característica comum". O autor das Meditações sobre o Tarô descreveu essa passagem de Ambelain como "uma definição que não deixa nada a desejar", mas discordou da descrição de Ambelain do catolicismo, maçonaria e protestantismo como egrégoras.

### Livros que citaram asMeditações sobre o Tarô
Gary Lachman seguiu o uso das Meditações sobre o Tarô em seu livro Dark Star Rising, que sugeria que Pepe, o Sapo poderia ser uma egrégora nesse sentido - ou uma tulpa, que Lachman considerava um fenômeno semelhante. No uso de Lachman e das Meditações sobre o Tarô, "não existem egrégoras 'boas', apenas 'negativas'". Lachman citou o livro The Golden Thread de Joscelyn Godwin - que por sua vez havia citado as Meditações sobre o Tarô - como fonte da ideia de que, embora um grupo religioso (ou outro) que cria uma egrégora possa "contar" com ela como "uma aliada mágica eficaz", "a ajuda da egrégora tem um preço", pois, como Godwin colocou, seus criadores devem a partir de então satisfazer o "apetite ilimitado da egrégora por sua devoção futura".

### Liber Null & Psychonaut: Uma Introdução à Magia do Caos
Liber Null & Psychonaut, do ocultista britânico Peter J. Carroll, usa a palavra egrégora pela primeira vez no final da passagem a seguir:
A religião considera que a consciência precedeu a vida orgânica. Supostamente, havia deuses, forças angélicas, titãs e demônios preparando o cenário antes do desenvolvimento da vida material. A ciência adota uma visão oposta e considera que grande parte da evolução orgânica ocorreu antes do surgimento do fenômeno da consciência. A magia, que deu mais atenção à qualidade da própria consciência, adota uma visão alternativa e conclui que as formas orgânicas e psíquicas evoluem sincronicamente. À medida que ocorre o desenvolvimento orgânico, um campo psíquico é gerado e retorna às formas orgânicas. Assim, cada espécie de ser vivo possui seu próprio tipo de forma psíquica ou essência mágica. Essas egrégoras podem ser ocasionalmente sentidas como uma presença ou até mesmo avistadas na forma das espécies que elas protegem.
O livro continua dizendo que "aqueles que perceberam a egrégora humana geralmente a descrevem como Deus" e que "os magos consideram que toda a vida neste mundo contribui para e depende de uma vasta egrégora composta, que foi chamada de Grande Mãe, Anima Mundi, Grande Arconte, Diabo, Pan e Baphomet".

### The Philosophy of Dark Paganism
Seguindo esse uso, embora sem fornecer citações, o glossário do livro The Philosophy of Dark Paganism, de Frater Tenebris, define uma "egrégora" como "um termo ocultista para uma entidade espiritual que funciona de forma independente, criada por um ou mais praticantes de magia. Muitas egrégoras começam como formas-pensamento, mas depois se tornam capazes de operar independentemente dos praticantes." Ele define "forma-pensamento" como "uma entidade esotérica criada pela magia" e "magia" como "uma prática e processo espiritual para influenciar a probabilidade dos eventos".
O livro menciona egregoras no contexto do "arquetipismo", uma visão que entende "os diferentes deuses e deusas" como "estruturas psicológicas, similares aos arquétipos de Carl Jung, ou diferentes correntes de energia arcanas encontradas no Cosmos que são antropomorfizadas". Observando que "alguns arquetipistas consideram que os deuses são formas-pensamento criadas pela adoração e oração de gerações de crentes", diz que "com o tempo, essas formas-pensamento podem se tornar egregoras que exibem certa autonomia em relação aos seus adoradores" e que "pode-se imaginar esses deuses ao longo da linha dos deuses de Neil Gaiman no romance Deuses Americanos."

### Perspectiva teosófica
Mauricio Medeiros, escrevendo para o site teosófico Estudo Teosófico, definiu uma egregora como "uma construção astral, mental ou espiritual sustentada por várias pessoas durante um longo tempo, dando-lhes um caráter de permanência que independe de algum indivíduo em particular". Embora afirme que as egrégoras não têm uma "vida própria", Medeiros enfatiza sua independência, observando que as egrégoras "podem estar vinculadas a locais físicos", de modo que "quuando entramos em um ambiente e nos sentimos desconfortáveis, o que estamos vivenciando muitas vezes é o choque entre as energias expressas pelas egrégoras do local e as nossas energias".

## História do uso esotérico, como uma mente coletiva
O Livro de Enoque, 1:5, faz referência aos "ἐγρήγοροι", que geralmente é traduzido como "vigias". Como René Guénon afirma, essas são "entidades de caráter enigmático que, qualquer que seja sua natureza, parecem pertencer ao 'mundo intermediário'; isso é tudo o que eles têm em comum com as entidades coletivas às quais o mesmo nome tem sido aplicado" na literatura esotérica.

### Explicação de René Guénon sobre "entidades coletivas"
Embora Guénon observe que ele "nunca usou a palavra 'egrégora' para designar" o que ele preferia chamar de "entidade coletiva", ele observa que ele havia descrito essas mesmas entidades em sua obra Perspectivas sobre a Iniciação, no seguinte trecho:
Cada coletividade pode ser considerada como possuindo uma força sutil formada de alguma maneira pelas contribuições de todos os seus membros passados e presentes, e que, consequentemente, é tanto mais considerável e capaz de produzir efeitos maiores quanto mais antiga for a coletividade e quanto maior for o número de membros. É evidente, além disso, que essa consideração 'quantitativa' indica essencialmente que se trata do domínio individual, além do qual essa força não poderia de modo algum intervir.
Guénon acreditava que a oração não é dirigida diretamente a entidades espirituais como deuses ou anjos, mas sim, "consciente ou inconscientemente, se dirige mais imediatamente à entidade coletiva, e é somente por meio desta última que ela também se dirige à influência espiritual que atua através dela". Olavo de Carvalho acreditava que, de acordo com a visão de Guénon, as orações de pessoas que não são membros de uma comunidade são ineficazes.

### Outros exemplos de uso
De acordo com Guénon, o termo foi usado pela primeira vez para designar essas entidades coletivas por Éliphas Lévi, "que, para justificar esse significado, lhe deu uma improvável etimologia latim, derivando-o de grex, 'rebanho', enquanto a palavra é puramente grega e nunca significou nada além de 'vigia'". Porém, de acordo com a descrição de Mark Stavish em seu livro Egregores, de 2018, a obra Le Grand Arcane ("O Grande Segredo", 1868), de Éliphas Lévi, "claramente identifica a palavra egrégora com a tradição cabalística relacionada àqueles seres que se diziam ser os pais dos nefilim", isto é, os Vigias. Lévi os descreveu como "seres terríveis", que "nos esmagam sem piedade porque não têm consciência de nossa existência."
Seguindo o uso de Guénon de "egrégora" como uma "entidade coletiva", um artigo de 1987 escrito por Gaetan Delaforge na revista Gnosis define uma egrégora como "uma espécie de mente de grupo que é criada quando as pessoas se reúnem conscientemente para um propósito comum".
O curso de 2017 de Olavo de Carvalho sobre esoterismo apresentou uma divisão dos tipos de ritos: os ritos são divididos em ritos mágicos e ritos religiosos, e os ritos religiosos são ainda divididos em ritos propiciatórios, sacrificiais, de agregação e de iniciação. Os ritos de agregação são ritos que se dirigem à egrégora de uma comunidade e tornam alguém membro dela. Olavo citou a visão de René Guénon de que a oração é dirigida principalmente à egrégora, sem mencionar que o próprio Guénon não usava o termo.

## Outros exemplos de uso
Atenção: Mais detalhes devem ser adicionados sobre o sentido preciso de "egrégora" nesses exemplos, se disponíveis.
Outro conceito de egrégora é o GOTOS (Gradus Ordinis Templi Orientis Saturni (33°)) da Fraternitas Saturni.
O termo egrégora também é usado em relação aos Surrealistas de Montreal, mais conhecidos como Les Automatistes, no livro de Ray Ellenwood Egregore: A History of the Montréal Automatist Movement.
Egrégoras existem como um motivador principal para as ações de um dos quatro personagens principais no webcomic Decompressed: Nuke Ops, ambientado no universo da Space Station 13.